# 王本强
王本强（1969年8月—），男，江苏沛县人，中国政治人物，2022年任中华人民共和国审计署副审计长、政策研究室主任。

## 生平
1992年毕业于武汉大学经济学院审计系审计学专业，进入审计署农业审计司工作。2008年任审计署办公厅副主任。2011年任审计署驻长春特派员办事处党组副书记、副特派员（主持工作）。2010年至2012年，在中欧国际工商学院高级管理人员工商管理硕士课程学习。2013年4月，任审计署驻广州特派员办事处党组书记、特派员。2015年12月，任审计署资源环境审计司司长。2016年7月至9月，任中央第十三巡视组副组长。2016年9月，任新疆生产建设兵团财务局党组书记、副局长。2017年4月，当选中国共产党新疆生产建设兵团第七届委员会委员，并担任中共新疆生产建设兵团党委、兵团副秘书长，兼兵团党委办公厅、兵团办公厅主任等职。2022年初，任审计署政策研究室主任。2022年11月24日，任审计署副审计长。

## 社会兼职
- 中国审计学会常务理事、副秘书长